# Vicariato apostolico di Meki
Il vicariato apostolico di Meki (in latino Vicariatus Apostolicus Mekiensis) è una sede della Chiesa cattolica in Etiopia immediatamente soggetta alla Santa Sede. Nel 2022 contava 40.512 battezzati su 5.388.840 abitanti. È retto dal vescovo Abraham Desta.

## Territorio
Il vicariato apostolico ricopre una regione vasta 55.780 km² nella parte meridionale dell'Etiopia, più precisamente le zone di Arussi e Scioa Occidentale nella regione di Oromia, ed è una delle dodici giurisdizioni ecclesiastiche in cui il Paese è suddiviso.
Sede del vicariato è la città di Meki, dove è presente la cattedrale "Kidane Mehret" (Nostra Signora del Perpetuo Soccorso), la cui nuova costruzione è stata inaugurata nel mese di maggio del 2017.
Il territorio, abitato in prevalenza da fedeli di altre religioni (ortodossi, musulmani, animisti e protestanti), è suddiviso in 16 parrocchie.

## Storia
La giurisdizione ecclesiastica di Meki è nata da quattro smembramenti che, a partire dal vastissimo vicariato apostolico di Harar - che abbracciava tutto il sud dell'Etiopia: circa due volte la superficie dell'Italia -, hanno portato il 6 marzo 1980 alla nascita della prefettura apostolica di Meki con la bolla Evangelizationis operi di papa Giovanni Paolo II. La prefettura apostolica fu inizialmente affidata a padre Giovanni Bonzanino dell'Istituto missioni Consolata come amministratore apostolico.
L'8 dicembre 1980, in seguito ad un'esplicita richiesta dei Missionari della Consolata, la prefettura fu affidata ad un sacerdote etiope proveniente dal nord: abba Yohannes Woldegiorgis (1921-2002), che ne prese possesso nell'aprile del 1981.
Appena nominato abba Woldegiorgis iniziò un vasto programma di attività pastorale e sociale, di cui ricordiamo l'istituzione del seminario minore di Meki (11 febbraio 1984) e della congregazione delle suore diocesane "Figlie di Maria Immacolata" (DMI) nel 1985.
Il 21 dicembre 1991 la prefettura apostolica è stata elevata a vicariato apostolico con la bolla Quam ipsimet dello stesso papa Giovanni Paolo II. Di conseguenza abba Woldegiorgis fu ordinato vescovo il 25 gennaio 1992.
Nel 1995 padre Giovanetti istituì il Segretariato Cattolico di Meki, che persegue obiettivi di carattere sia pastorale sia sociale.
L'11 febbraio 2012 ha ceduto una porzione del suo territorio a vantaggio dell'erezione della prefettura apostolica di Robe.

## Cronotassi dei vescovi
Si omettono i periodi di sede vacante non superiori ai 2 anni o non storicamente accertati.
- Yohannes Woldegiorgis † (8 dicembre 1981 - 19 settembre 2002 deceduto)
- Abraham Desta, dal 29 gennaio 2003

## Statistiche
Il vicariato apostolico nel 2022 su una popolazione di 5.388.840 persone contava 40.512 battezzati, corrispondenti allo 0,8% del totale.
| anno | popolazione | popolazione | popolazione | presbiteri | presbiteri | presbiteri | presbiteri                | diaconi | religiosi | religiosi | parrocchie |
| anno | battezzati  | totale      | %           | numero     | secolari   | regolari   | battezzati per presbitero | diaconi | uomini    | donne     | parrocchie |
| ---- | ----------- | ----------- | ----------- | ---------- | ---------- | ---------- | ------------------------- | ------- | --------- | --------- | ---------- |
| 1990 | 12.524      | 3.864.690   | 0,3         | 24         | 6          | 18         | 521                       |         | 29        | 50        | 10         |
| 1999 | 18.893      | 5.061.763   | 0,4         | 22         | 10         | 12         | 858                       |         | 23        | 65        | 10         |
| 2000 | 19.364      | 5.213.615   | 0,4         | 23         | 12         | 11         | 841                       |         | 22        | 64        | 10         |
| 2001 | 20.107      | 5.474.070   | 0,4         | 23         | 11         | 12         | 874                       |         | 17        | 22        | 10         |
| 2002 | 20.517      | 5.583.551   | 0,4         | 24         | 11         | 13         | 854                       |         | 23        | 54        | 10         |
| 2003 | 21.709      | 5.723.139   | 0,4         | 28         | 13         | 15         | 775                       |         | 26        | 59        | 10         |
| 2004 | 22.467      | 5.855.029   | 0,4         | 29         | 14         | 15         | 774                       |         | 26        | 57        | 10         |
| 2007 | 23.900      | 6.303.000   | 0,4         | 31         | 18         | 13         | 770                       | 2       | 31        | 57        | 10         |
| 2010 | 23.463      | 6.422.202   | 0,4         | 34         | 21         | 13         | 690                       |         | 34        | 60        | 10         |
| 2012 | 25.000      | 6.338.000   | 0,4         | 35         | 17         | 18         | 714                       |         | ?         | 50        | 10         |
| 2012 | 23.000      | 3.600.488   | 0,6         | 30         | 16         | 14         | 767                       |         | ?         | 37        | 6          |
| 2014 | 23.053      | 4.310.802   | 0,5         | 29         | 13         | 16         | 794                       |         | 29        | 45        | 14         |
| 2017 | 33.361      | 4.296.813   | 0,8         | 48         | 15         | 33         | 695                       |         | 47        | 49        | 13         |
| 2020 | 38.947      | 5.159.257   | 0,8         | 32         | 20         | 12         | 1.217                     |         | 26        | 49        | 16         |
| 2022 | 40.512      | 5.388.840   | 0,8         | 28         | 19         | 9          | 1.446                     |         | 23        | 51        | 16         |